# Hundfjället
Hundfjället (letteralmente il Monte del Cane) è una delle quattro località sciistiche di Sälen associate al comprensorio Skistar. Hundfjället ospita piste di vario tipo e sulla cima si trova il rifugio Lyktan. Assieme a Tandådalen, località sciistica con la quale è collegata tramite un impianto, Hunfjället mette a disposizione un totale di 54 piste e 36 impianti di risalita; di queste ultime, 2 sono seggiovie:
- Väggenbanan, seggiovia a 4 posti che porta sulla cima della ripidissima pista denominata "Väggen", "la parete";
- "E8an", seggiovia a 8 posti che collega le principali piste con la cima.

Le altre località sciistiche nella zona di Sälen sono Kläppen, Lindvallen, Högfjället, Tandådalen e Stöten.

## Trollskogen
Trollskogen (letteralmente "il Bosco dei Troll") è una popolare attrazione per bambini alle pendici di Hundfjället. All'interno dell'area sono presenti una miriade di troll ed altre figure in legno, tutte scolpite da Alf Skaneby; la prima figura che si incontra entrando in Trollskogen è "Åke Skider" che saluta e dà il benvenuto.

## Storia
Hundfjället iniziò le proprie attività nel 1966 con due impianti di risalita, una sciovia ed una seggiovia a 2 posti.